# Nousseviller-lès-Bitche
Nousseviller-lès-Bitche település Franciaországban, Moselle megyében. Lakosainak száma 155 fő (2022. január 1.). Nousseviller-lès-Bitche Hottviller, Lengelsheim, Schorbach és Volmunster községekkel határos.

## Népesség
A település népességének változása:
| Lakosok száma | 166  | 142  | 141  | 153  | 144  | 139  | 141  | 150  | 154  | 155  |
|               | 1968 | 1982 | 1990 | 2006 | 2013 | 2015 | 2017 | 2019 | 2020 | 2022 |